# Kosičky
Kosičky – gmina w Czechach, w powiecie Hradec Králové, w kraju hradeckim. Według danych z dnia 1 stycznia 2013 liczyła 347 mieszkańców.